# Seagate Technology
Seagate Technology ist ein Hersteller von Festplattenlaufwerken und Bandlaufwerken mit Sitz in Dublin und operativer Hauptzentrale in Cupertino, Kalifornien. Seagate ist das älteste und größte Unternehmen der unabhängigen Festplattenhersteller. Seagate hat seit seiner Gründung bis 2008 eine Milliarde Festplatten mit insgesamt 79 Exabyte Speicherplatz ausgeliefert und gab an, in den darauf folgenden fünf Jahren eine weitere Milliarde Festplatten ausliefern zu wollen. Die Aktien des Unternehmens sind an der NASDAQ notiert.

## Geschichte

Seagate logo 1986

Logo von 2002 bis 2015

Das Unternehmen wurde 1979 durch Alan Shugart und Finis Conner als Shugart Technology gegründet. Das erste Produkt war die 1980 freigegebene 5 Megabyte fassende Festplatte ST-506: die erste Festplatte im 5,25-Zoll-Formfaktor (und mit ST506-Schnittstelle). Die Verkaufszahlen waren gut und das Unternehmen wuchs. Bald darauf führte Seagate eine 10-Megabyte-Version der ST-506, die ST-412, ein. Später entwickelte Seagate auch Festplatten für Personal Computer und belieferte IBM in großen Stückzahlen.
Durch die 1980er Jahre hinweg verkaufte Seagate hauptsächlich Festplatten, die Verbesserungen des ursprünglichen Designs der ST-506 waren. Die ST-225 (20 Megabyte) und die ST-251 (40 Megabyte) waren häufig verkaufte 5,25″-Festplatten mit MFM-Schnittstelle, welche auch als RLL-Versionen (ST238R bzw. ST277R) angeboten wurden. Die Kopfpositionierung erfolgte bei diesen Modellen über Schrittmotoren, was sie im Vergleich zu Laufwerken mit Linearantrieb langsam machte. Viele andere Hersteller (zum Beispiel Rodime, BASF, MiniScribe und auch Western Digital) verwendeten ebenfalls Schrittmotoren für die Bewegung der Köpfe. Bekannte Seagate-Laufwerke ohne Schrittmotor waren zum Beispiel die ST-4038 (30 Megabyte) oder die ST-4096 (80 Megabyte). Seagate gab den Einsatz von Schrittmotoren in den frühen 1990er Jahren auf. Die ST351A/X, eine 40-Megabyte-Festplatte, die sowohl am ATA- als auch am XT-Bus betrieben werden konnte, war die letzte Festplatte, in der ein Schrittmotor verwendet wurde.

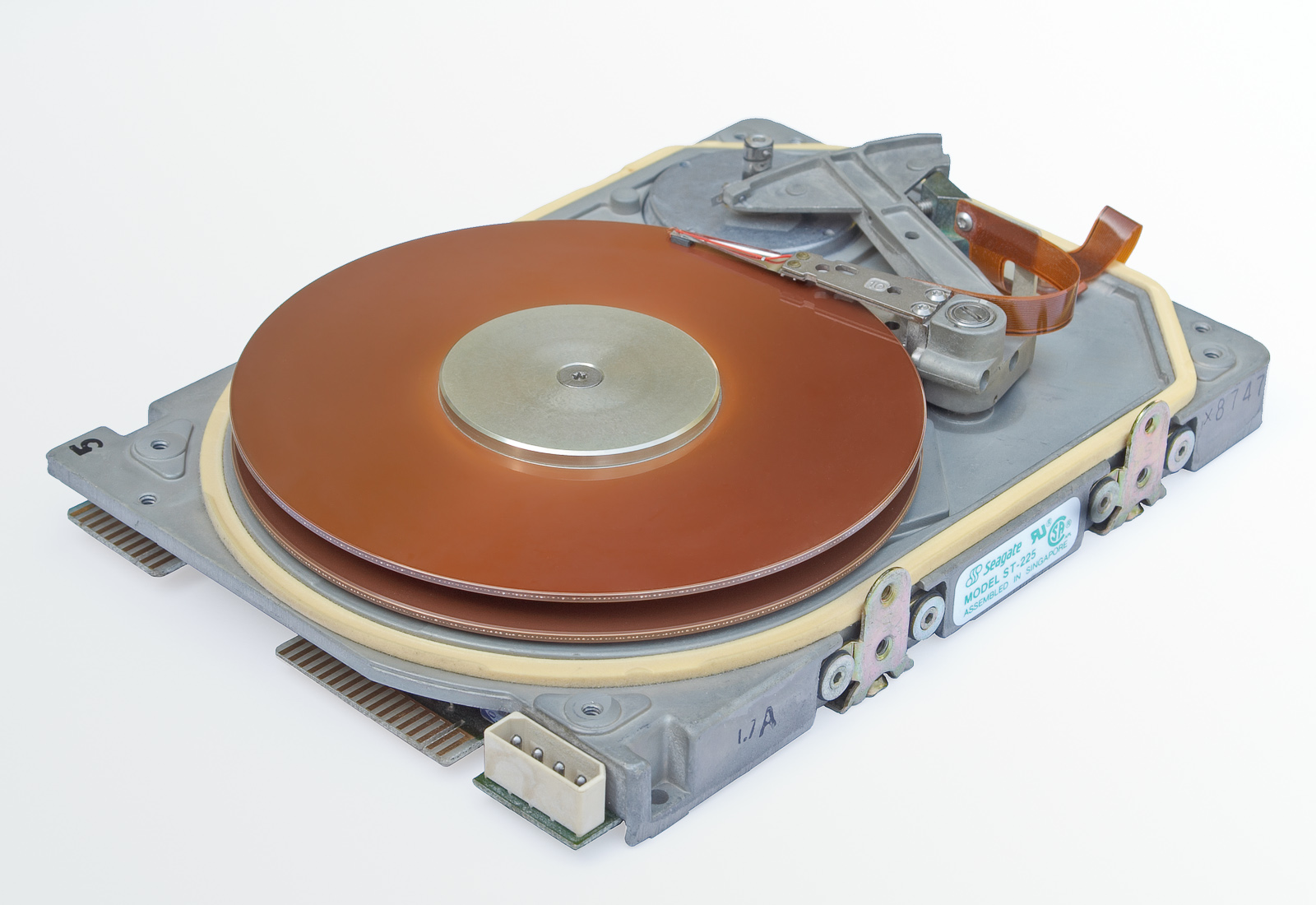
Geöffnete Seagate ST-225 mit ST-412-Interface

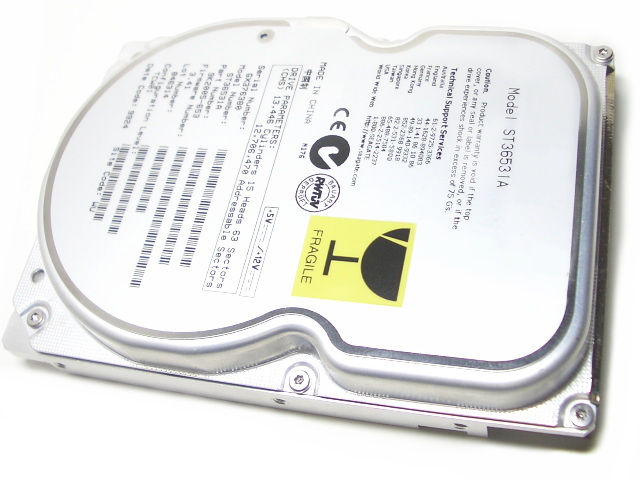
Seagate Medalist 6531 – Modell: ST36531A

1985 verließ Finis Conner Seagate Technology und gründete 1986 sein eigenes Unternehmen Conner Peripherals. Conner Peripherals spezialisierte sich auf Small-Form-Factor-Festplatten für Notebooks und Desktop-Rechner, aber auch Bandlaufwerke wurden von Conner produziert. Nach zehn Jahren als eigenständige Firma ging Conner Peripherals 1996 wieder in Seagate Technology auf. Im Jahr 1989 stieg Seagate mit dem Erwerb der Storage-Abteilung von Control Data in den High-End-Festplattenmarkt ein.
Im Jahre 1992 führte Seagate mit der Barracuda die erste Festplatte mit 7200 min−1 Drehgeschwindigkeit ein. Es folgte 1996 die Cheetah, die erste Festplatte mit 10.000 min−1. 2000 folgte mit der Seagate X15 die erste Festplatte mit 15.000 min−1. Seagate führte 1997 mit der „Medalist Pro“ auch die erste ATA-Festplatte mit 7200 min−1 ein.
2005 wurde die 2000 als Seagate Removable Storage Systems ausgegründete und 2003 in Certance umbenannte Bandlaufwerkssparte an Quantum verkauft.
Ende 2005 gab Seagate die Absicht bekannt, durch einen Aktientausch mit einem Volumen von etwa 1,9 Milliarden US-Dollar das Unternehmen Maxtor Corporation zu übernehmen. Die Übernahme wurde im Mai 2006 abgeschlossen, die Marke Maxtor blieb noch eine Zeit erhalten, verschwand aber später vom Markt. Seit der 2016 vorgestellten Maxtor M3 Portable findet sie bei Seagate wieder Verwendung.
Ende der 1990er Jahre und seit Mitte 2005 wieder gab Seagate auf die meisten seiner Festplattenmodelle fünf Jahre Garantie. Vom 3. Januar 2009 bis Dezember 2011 galt eine dreijährige Garantie auf PC- und Notebook-Festplatten für Privatkunden. Zum 1. Januar 2012 wurde die Garantie ein weiteres Mal auf 1 Jahr gekürzt, und seit 1. Juli 2012 wieder auf zwei Jahre erhöht. Für OEM-Kunden wie auch OEM-Festplatten von Seagate gelten davon abweichende Garantiezeiten.
Im August 2007 versuchte ein chinesisches Unternehmen, Seagate zu übernehmen. Die US-Regierung sah die mögliche Übernahme des weltweiten Marktführers für Festplatten äußerst kritisch. Es wurde befürchtet, dass China Festplatten manipulieren könnte, um so an Daten zu gelangen.

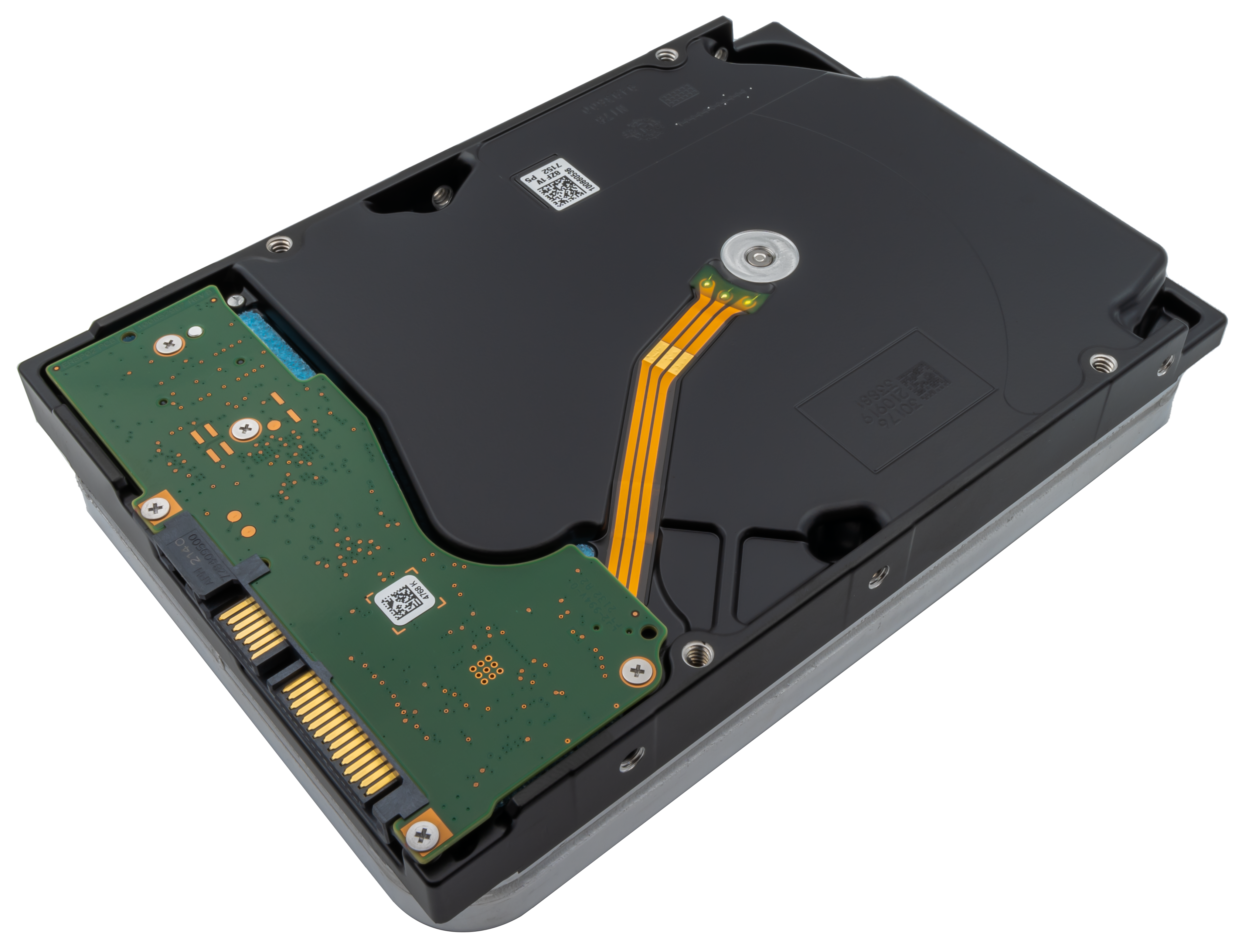
Ein Festplattenmodell der EXOS-Reihe mit 18 TB

Seagate bot ab August 2008 eine Festplatte mit 1,5 Terabyte Kapazität an, im Jahr 2010 waren es schon 2 Terabyte, kurz darauf stellte Seagate eine 3 Terabyte große Festplatte vor.
Ende 2008 kam die Barracuda-7200.12-Serie auf dem Markt, in der erstmals Scheiben mit jeweils 500 GB verbaut sind. Im September 2011 präsentierte Seagate als erster Festplattenhersteller eine externe 3,5-Zoll-Festplatte mit 4 TB Speicher. Im Frühjahr 2016 stellte das Unternehmen mit Helium gefüllte Festplatten mit 8 TB und 10 TB Speicherplatz vor. 2019 ging Seagate mit einer 16-TB-Festplatte auf den Markt. Mit der Exos X-Reihe sind aus dem Hause Seagate 20-TB-Festplatten seit Anfang der 2020er käuflich erwerblich. Diese sind ebenfalls mit Helium gefüllt und basieren auf dem Conventional Magnetic Recording.
Im April 2011 kaufte Seagate die Festplattensparte von Samsung Electronics. Im Mai 2012 erwarb Seagate den französischen Festplattenhersteller LaCie.

## Probleme
Zum Jahreswechsel 2008/2009 zeigte sich, dass viele Modelle der Reihe 7200.11 und 7200.12 fehlerhaft produziert worden waren. Dies konnte zu einem vollständigen Versagen der Festplatte führen. Der Fehler konnte allerdings je nach Zustand der Festplatte durch ein Softwareupdate behoben werden. Dieses musste vom Nutzer selbst angefordert werden, da es je nach Modell und Zustand speziell zugeschnittene Updates gab.
Im Februar 2016 wurde bekannt, dass eine amerikanische Anwaltskanzlei eine Sammelklage gegen Seagate vorbereitet. Hintergrund ist, dass Festplatten mit 3 TB Kapazität der Barracuda- und der Backup Plus External-Reihe besonders häufig von Ausfällen betroffen sein sollen.
Anfang 2025 berichtet heise online über gebrauchte Seagate Festplatten, die über gängige Händler, wie Amazon, JB Computer, Mindfactory oder Reichelt Elektronik, als Neuware verkauft wurden. Es wird vermutet, dass die Gebrauchtware über Distributionswege eingeschleust wurde und weder Seagate Technology noch die Händler davon Kenntnis hatten.